# 簡易水洗式便所
簡易水洗式便所（かんいすいせんしきべんじょ）は、便所の形態の一つ。
汲み取り式便所の一種であり、下水道等の整備が十分でない地域（特に浄化槽の設置もできない場所）に於いて、非水洗式のものと比べると衛生的で水洗式便所に近い実用性が得られることから設置される。

## 構造
排泄物を自由落下、残存物は少量の洗浄水にて洗い流し、便槽に貯留する構造となっている。便槽は浄化槽や下水道に連結せず、バキュームカーによる汲み出しを必要とすることから、技術的な広義の意味では汲み取り式に含まれる。
便器と便槽の間に弁を設け、用便時の汚物跳ね返りや臭気の逆流を防止する構造、水鉄砲型の洗浄ホースを付加し洗浄力を強化させるなど、各メーカーがそれぞれの製品で工夫を講じており、水洗便所に匹敵する実用性を確保する努力が為されている。
一般には既存の汲み取り式便所を改造して設置されることが多い。その場合、便槽は既設の便槽をそのまま使用し、既存の便器を撤去して簡易水洗式専用の便器を設置し、洗浄用の水道管を接続する。なお簡易水洗式専用の便槽も存在するため、新設する際など、場合によっては便槽も交換する。
仮設便所として工事現場やイベント時に設置されることも多く、土木工事用具のリース会社などがレンタルを行っている。
なお、簡易水洗の小便器も存在するが、大便器が簡易水洗式の場合であっても非水洗タイプのものが設置されることも多い。

### 長所
普通の水洗式便所は大便一回で4L～20Lくらいの水を必要としているが、簡易水洗式は一回の洗浄で約500ml以下しか使わないように設計されている。これは、構造上汚物の処理は直下の便槽への自然落下を基本としているために、水洗便所のような水圧洗浄・流下に依存せずに済むことによる。
その一方で水洗式同様に便器が洗浄できるため、一般の汲み取り式便所よりも衛生面で優れており、加えて専用便器の仕組みにより便槽を密閉できるので、ハエなどの病害虫の侵入を防ぐ効果がある。これらの特徴は、便所内での快適性改善にも役立つ。
また下水道や浄化槽などの設備を要さないことから、維持・管理コストを抑えられる。冬期の凍結対策の面でも、浄化槽に依存しない分、一般の水洗式より有利である。特にこの点から、公共下水道（集落排水を含む）の整備が遅れている地域では、単純な汲み取り式から簡易水洗式への移行が進んでいる。設置後に下水道が整備されたときに備えて、排水トラップ部分など最小限の部品換装により水洗便器化できるものも販売されており、これらの地域で設置すると水洗化の移行がスムーズになる。
また便所内に水道を引くことから温水洗浄便座の使用が可能になり、各メーカーともにセットで販売している。これを設置することにより、いっそう水洗式に近い使用感が得られるようになった。

### 短所
あくまで汲み取り式便所のため、バキュームカーによる定期的な汲み取りが必要となる。加えて屎尿の洗浄に水道水を用いる分、通常の汲み取り式よりも汲み取り頻度が多くなる。特に普及初期においては、既設の便槽に元来無かった洗浄水が余分に溜まるため、容量オーバーによるトラブルが発生し、簡易水洗式を利用しないように勧告する地域もあった。もっともネポンの製品のように水道水を使わず泡立った粘性のある薬液を用いて便器を洗浄する場合は、汲み取りの回数は増えないが、専用の薬液を購入する必要があるためコストがかかる。
また匂いの問題や物を落とすと回収が困難という点に関しては、非水洗式の汲み取り式便所と同様である。無論、非水洗式と比べるとフラップ弁などがある関係で比較的マシにはなっている。
その他特有の欠点として、各種の洗浄方式が併存しており、それぞれ操作法が異なることから、正しく行えなかった場合は汚物が残ったり、飛散することにつながりかねない。特に、水洗式便所しか経験したことのない者が簡易水洗式便所を利用する際、戸惑うことがしばしばある。フラップ弁などに糞が付着することを防ぐには、排泄する前にあらかじめ少量の水を流しておくか、トイレットペーパーを敷いておくと、ある程度は防止できる。

## 洗浄方式
- ペダル式

足元のペダルを踏み、便器を洗浄する洗浄方式。ペダルを踏むと同時に便器内のフラップ弁が開き、汚物を洗い落とす。
- レバー式

水洗式のロータンク方式と同様、タンクのレバーを回して便器を洗浄する洗浄方式。レバーを回すと水が便器を放射状に流れていき、底面のフラップ弁が開き、汚物を洗い流す。
多くの製品では水をフラップ上に溜めることが可能であり、匂いと汚れをある程度防止できる。
- フラッシュバルブ式

フラッシュバルブに付いているボタンを押すと少量の水が流れる洗浄方式。小便器用のフラッシュバルブに類似したものが使用され、レバー式と比べて使う水が少なくて済む。
- ピストル式

水鉄砲のような放水具で便器を洗浄して、汚物を流す。水勢は厚い雑誌や新聞紙10枚を重ねても穴が開くほどの威力がある。主に上記の方式と併用されており、流しきれなかった汚物を洗い流す目的として使用される。
便器に付着した汚物を除去する目的で使用する際は、トリガーを強く引かないように注意する。水勢が強すぎると、便器から汚物が飛散しかねない。また水鉄砲からの放水を汚物に直撃させてはならない。汚物より上のところに放水を当て、そこから垂れ落ちる水の流れを利用することで、汚物の飛散を防止することができる。

## 簡易水洗便器を製造発売しているメーカー
- アサヒ衛陶
「サンクリーン」、「ニューレット」の商品名で発売。簡易水洗式では生産量のトップメーカーである。「サンクリーン」はロータンク式（押しボタン式）、「ニューレット」はフラッシュバルブ式（タンクレス式）を採用している。
かつては和式タイプも製造していたが、2010年代になって終売した。
後述のネポンに一部の製品をOEM供給している。

- LIXIL
「トイレーナ」の商品名で発売。レバー式を採用。
伊奈製陶（inaブランド）時代の1979年に洋式の「TWC-1系」と和式の「TWC-100」系で製造を開始。INAX改組直後の1986年頃に「ニュートイレーナF」としてリニューアルし、2005年頃まで洋式の「TWC-2系」と和式の「TWC-200系」を販売した。和式は後に終売した。
現行機種は「ニュートイレーナR（TW-3系）」。

- ジャニス工業
「ジャレット」の商品名でレバー式のものを発売。和式は終売。

- 積水ホームテクノ
「セキスイ リブレット」の名称で発売。

- ダイワ化成
「ソフィアシリーズ」の名称で発売。レバー式、フラッシュバルブ式（電磁弁式）がある。
業界初の幼児用簡易水洗便器を発売している。

- ネポン
「ネポノール」という専用の洗浄液を使用し、泡で洗い流すという特殊な洗浄方式を採用した「パールトイレ」で知られる。
通常の簡易水洗も販売しており、「プリティーナ」の商品名でパンタロン式とフラッパー式のものを発売している。このうち一部は前述の通りアサヒ衛陶に製造を委託をしている。
パブリック用も製造。

- ロンシール機器[1]
「ロンクリーン」の名称で発売。将来水洗化された場合には、専用部品で水洗便器への変更も可能となっている。レバー式、電磁弁式、エアーフラッシュ式がある。
製造はリンフォースに委託している。

### かつて簡易水洗便器を製造発売していたメーカー
- パナソニック（旧：松下電工→パナソニック電工）
「クリーンスイセン」の名称で発売されていたが、2015年4月をもって生産を終了した。
なお、クリーンスイセン陶器洋風Cタイプ用水洗化改装キット（簡易水洗→水洗式の変更）は引き続き発売されている。

なお、水洗式では日本国内で6割以上のシェアを誇る最大手便器メーカーのTOTOは、簡易水洗便所の製造をしたことがない（通常の非水洗式便器はかつて製造していた）。